# Босна и Херцеговина на Европском првенству у атлетици на отвореном 2012.
Босна и Херцеговина је учествовала на Европском првенству у атлетици на отвореном 2012. одржаном у Хелсинкију од 27. јуна до 1. јула.Репрезентацију Босне и Херцеговина у њеном шестом учешћу на европским првенствима на отвореном представљало је четворо атлетичара (3 мушкарца и једна жена) који су се такмичили у четири дисциплине.
На овом првенству представници Босне и Херцеговине нису освојили ниједну медаљу, а оборен је један лични рекорд.
У табели успешности (према броју и пласману такмичара који су учествовали у финалним такмичењима (првих 8 такмичара)) Босна и Херцеговина није имала преставника. На првенству је учествовало 50 земаља чланица ЕАА.

## Учесници
| Бр. | Дисциплина    | Мушкарци        | Жене             | Укупно |
| --- | ------------- | --------------- | ---------------- | ------ |
| 1.  | 800 м         | Амел Тука       |                  | 1      |
| 2.  | 100 м препоне |                 | Гордана Цвијетић | 1      |
| 3.  | Бацање кугле  | Хамза Алић      |                  | 1      |
| 4.  | Бацање копља  | Дејан Милеуснић |                  | 1      |
|     | Укупно (4)    | 3               | 1                | 4      |

## Резултати

### Мушкарци
| Атлетичар       | Дисциплина   | Лични рекорд | Квалификације | Квалификације | Полуфинале       | Полуфинале   | Финале           | Финале       | Детаљи |
| Атлетичар       | Дисциплина   | Лични рекорд | Резултат      | Место         | Резултат         | Место        | Резултат         | Место        | Детаљи |
| --------------- | ------------ | ------------ | ------------- | ------------- | ---------------- | ------------ | ---------------- | ------------ | ------ |
| Амел Тука       | 800 м        |              | 1:48,31 ЛР    | 3 у гр. 2 КВ  | 1:51,14          | 8. у гр. 3   | Није се пласирао | 24 / 36 (38) |        |
| Хамза Алић      | бацање кугле | 20,56        | 19,03         | 8 у гр. Б     |                  |              | Није се пласирао | 17 / 24 (26) |        |
| Дејан Милеуснић | бацање копља | 77,16 НР     | 73,84         | 9 у гр. Б     | Није се пласирао | 20 / 26 (29) |                  |              |        |

## Жене
| Атлетичарka      | Дисциплина    | Лични рекорд | Квалификације | Квалификације | Полуфинале       | Полуфинале       | Финале           | Финале  | Детаљи |
| Атлетичарka      | Дисциплина    | Лични рекорд | Резултат      | Место         | Резултат         | Место            | Резултат         | Место   | Детаљи |
| ---------------- | ------------- | ------------ | ------------- | ------------- | ---------------- | ---------------- | ---------------- | ------- | ------ |
| Гордана Цвијетић | 100 м препоне | 14,59        | 14,41 ЛРС     | 7 у гр. 3     | Није се пласирао | Није се пласирао | Није се пласирао | 28 / 28 |        |